# 英國的自治市鎮
英國的自治市鎮（Borough status in the United Kingdom）是英格蘭、威爾斯、北愛爾蘭境內獲英國樞密院頒發皇家特許狀（royal charter）的區（district）級地方政府自治體。在今日，自治市鎮地位已是純粹榮譽的頭銜，該市鎮議會或市民不會因此而獲得額外的權利。

## 起源
雖然今日在英國，自治市鎮地位並沒有實際意義，但在1973年到1974年的地方政府重整之前，自治市鎮原本是真正擁有相當程度額外自治權的授權社群，並且由市長（mayor）所領導的市法團（municipal corporation）負責管理。這些法團的存在起始於1835年時（愛爾蘭則是1840年起）的立法決議，在1973年正式被廢除之前，英國存在有三種不同型態的自治市鎮：
- 郡自治市鎮（County boroughs）
- 市自治市鎮（Municipal boroughs） 或又稱為非郡自治市鎮（non-county boroughs）
- 鄉自治市鎮（Rural boroughs）

在其中，許多歷史悠久的古老自治市鎮之起源可以回溯到中世紀時，但大部分1835年之後產生的自治市鎮，則都以一些工業革命開始之後才陸續成長壯大的工業城鎮、度假地或郊區城鎮。部分的自治市鎮，本身還擁有城市地位（Status of a city）的授權。

## 今日的自治市鎮

### 英格蘭與威爾斯
在大倫敦以外的地區，都會區（metropolitan districts）與非都會區（non-metropolitan districts）可以根據《1972年地方政府法案》（Local Government Act 1972）第245章中的規定，獲得授權而成為一個自治市鎮。該章規定允許區域議會向當時的國君提出頒發授權狀的請求，但提案本身必須獲得該議會中至少2/3的議員之支持。在收到請求之後，英國的君主可以根據樞密院（Privy Council）的建議，決定是否頒發授權狀以達成下列目的：
- 將區（district）升級為自治市鎮（borough）
- 將區議會（district council）升級為自治市鎮議會（borough council）
- 原本區議會的主席（chairman）與副主席（vice-chairman）也升格為自治市鎮的市長（mayor）與副市長（deputy mayor）。不過有個特例是，如果該議會是根據《2000年地方自治法案》（Local Government Act 2000）設有民選的市長，就不會有這般的升格狀況發生。

#### 英格蘭的自治市鎮
註：在特許前已有城市地位的地方前加「*」表示
| 自治市鎮         | 自治市鎮              | 特許年                 | 特許前的名稱（由…組成）                                  |
| ---------------- | --------------------- | ---------------------- | -------------------------------------------------------- |
| 中譯             | 原文                  | 特許年                 | 特許前的名稱（由…組成）                                  |
| 阿勒代爾區       | Allerdale             | 1995                   | 沃金頓（1883）                                           |
| 安伯瓦利         | Amber Valley          | 1988                   | /                                                        |
| 阿什福德         | Ashford               | 1974                   | /                                                        |
| 巴恩斯利         | Barnsley              | 1974                   | 巴恩斯利（1869）                                         |
| 巴羅因弗內斯     | Barrow-in-Furness     | 1974                   | 巴羅因弗內斯（1867）                                     |
| 貝辛斯托克-迪恩  | Basingstoke and Deane | 1978                   | 貝辛斯托克（1835年重組）                                 |
| *巴斯            | *Bath                 | 1974                   | 巴斯（1835年重組）                                       |
| 貝德福德         | Bedford               | 詳見「貝德福德郡北」項 | 詳見「貝德福德郡北」項                                   |
| 特威德河畔貝里克 | Berwick-upon-Tweed    | 1974                   | 特威德河畔貝里克（1835年重組）                           |
| 貝弗利           | Beverley              | 1974                   | 貝弗利（1835年重組）                                     |
| *伯明翰          | *Birmingham           | 1974                   | 伯明翰（1838）                                           |
| 布萊克本         | Blackburn             | 1974                   | 布萊克本（1851）、達溫（1878）                           |
| 黑池             | Blackpool             | 1974                   | 黑池（1876）                                             |
| 布萊斯河谷       | Blyth Valley          | 1974                   | 布萊斯（1922）                                           |
| 博爾頓區         | Bolton                | 1974                   | 博爾頓（1838）                                           |
| 布斯費里         | Boothferry            | 1978                   | 古爾（1933）                                             |
| 波士頓           | Boston                | 1974                   | 波士頓（1835年重組）                                     |
| 伯恩茅斯         | Bournemouth           | 1974                   | 伯恩茅斯（1890年）                                       |
| 布拉克內爾森林   | Bracknell Forest      | 1988                   | /                                                        |
| *布拉德福德市    | *City of Bradford     | 1974                   | 布拉德福德（1847年）                                     |
| 布倫特伍德       | Brentwood             | 1993                   | /                                                        |
| 布賴頓           | Brighton              | 1974                   | 布賴頓（1854年）                                         |
| 布賴頓-霍夫      | Brighton-Hove         | 1997                   | 布賴頓、霍夫                                             |
| *布里斯托        | *Bristol              | 1974                   | 布里斯托（1835年重組）                                   |
| 布羅克斯本       | Broxbourne            | 1974                   | /                                                        |
| 布羅克斯托       | Broxtowe              | 1977                   | /                                                        |
| 伯恩利           | Burnley               | 1974                   | 伯恩利（1861）                                           |
| 貝里             | Bury                  | 1974                   | 貝里（1876）                                             |
| 科爾德河谷       | Calderdale            | 1974                   | 哈利法克斯（1848）、布里格豪斯（1893）、托德莫登（1896） |
| *劍橋            | *Cambridge            | 1974                   | 劍橋（1835年重組）                                       |
| *坎特伯雷市      | *City of Canterbury   | 1974                   | 坎特伯雷（1835年重組）                                   |
| *卡萊爾市        | *City of Carlisle     | 1974                   | 卡萊爾（1835年重組）                                     |
| 莫珀斯堡         | Castle Morpeth        | 1974                   | 莫珀斯（1835年重組）                                     |
| 卡斯爾波恩特     | Castle Point          | 1992                   | /                                                        |
| 查恩伍德         | Charnwood             | 1974                   | 拉夫伯勒（1888）                                         |
| 切爾姆斯福德     | Chelmsford            | 1975                   | 切爾姆斯福德（1888）                                     |
| 切爾騰納姆       | Cheltenham            | 1974                   | 切爾騰納姆（1876）                                       |
| *切斯特          | *Chester              | 1974                   | 切斯特（1835年重組）                                     |
| 切斯特菲爾德     | Chesterfield          | 1974                   | 切斯特菲爾德（1835年重組）                               |
| 喬利區           | Chorley               | 1974                   | 喬利（1881）                                             |
| 基督城           | Christchurch          | 1974                   | 基督城（1886年重組）                                     |
| 克利索普斯       | Cleethorpes           | 1975                   | 克利索普斯（1936）                                       |
| 科爾切斯特       | Colchester            | 1974                   | 科爾切斯特（1835年重組）                                 |

### 北愛爾蘭
自1973年起，北愛爾蘭就被劃分為26個地方治理區。根據《1972年（北愛爾蘭）地方政府法案》（Local Government Act (Northern Ireland) 1972），區（district）可透過兩種方式獲得自治授權，其一是沿用1973年前就獲得的市自治市鎮或郡自治市鎮授權，或直接申請新的自治授權。